# Norman Levitt
Pour les articles homonymes, voir Levitt.
Norman Jay Levitt (né le 27 août 1943 dans le Bronx – mort le 24 octobre 2009) est un mathématicien américain. Diplômé du Harvard College en 1963, il obtient un PhD de l'Université de Princeton en 1967. Ayant travaillé à l'Université Rutgers, son livre Superstition supérieure a déclenché ce qui est désormais connu sous le nom de science wars.